# وكالة الأمن والاستخبارات (كرواتيا)
وكالة الأمن والاستخبارات (بالكرواتية: Sigurnosno-obavještajna agencija)‏، SOA) هو جهاز الأمن والاستخبارات الكرواتي. تأسست الوكالة عام 2006 بموجب قانون نظام الأمن والاستخبارات لجمهورية كرواتيا من خلال دمج وكالة مكافحة التجسس السابقة (POA) ووكالة الاستخبارات (OA).

## روابط خارجية
- وكالة الأمن والاستخبارات